# 2-hidroksietilfosfonat dioksigenaza
2-hidroksietilfosfonat dioksigenaza (EC 1.13.11.72, HEPD, phpD (gen)) je enzim sa sistematskim imenom 2-hidroksietilfosfonat:O2 1,2-oksidoreduktaza (formira hidroksimetilfosfonat). Ovaj enzim katalizuje sledeću hemijsku reakciju
2-hidroksietilfosfonat + O2 {\displaystyle \rightleftharpoons } hidroksimetilfosfonat + format
Ovaj enzim sadrži Fe(II) koje nije vezano za hem. Izolovan je iz više bakterijskih vrsta, uključujući Streptomyces hygroscopicus i Streptomyces viridochromogenes.

## Literatura
- Nicholas C. Price; Lewis Stevens (1999). Fundamentals of Enzymology: The Cell and Molecular Biology of Catalytic Proteins (Third изд.). USA: Oxford University Press. ISBN 019850229X.
- Eric J. Toone (2006). Advances in Enzymology and Related Areas of Molecular Biology, Protein Evolution (Volume 75 изд.). Wiley-Interscience. ISBN 0471205036.
- Branden C; Tooze J. Introduction to Protein Structure. New York, NY: Garland Publishing. ISBN 0-8153-2305-0.
- Irwin H. Segel. Enzyme Kinetics: Behavior and Analysis of Rapid Equilibrium and Steady-State Enzyme Systems (Book 44 изд.). Wiley Classics Library. ISBN 0471303097.

## Spoljašnje veze
- 2-hydroxyethylphosphonate+dioxygenase на 